# ليلى أشبا
ليلى جوليفسان أشبا (10 أغسطس 1898 - 6 نوفمبر 1931) كانت أميرة أبخازية . كانت وصيفة لأمينة نازك، زوجة محمد السادس، آخر سلاطين الإمبراطورية العثمانية، وقد عرفت بمذكراتها عن حياة السلطان، وكانت أول سيدة في البلاط العثماني تكتب مذكرات.

## حياتها
ولدت ليلى أشبا في 10 أغسطس 1898 في قصر أشبا في هورهور في اسطنبول الأسرة أنشابادزه الأبخازية النبيلة التي هاجرت إلى إسطنبول في الحرب الروسية التركية (1877-1878)، وهي ابنة الأمير محمد رفيق أخبا، والأميرة مشرف هانم إمكا.
كان لديها شقيقان هما أحمد بك، وكمال الدين بك، وشقيقة أكبر هي نوربانو هانم، وشقيقة أصغرهي فريده هانم، وكان جدتها الكبرى لأبيها فيرديجينان كادن، زوجة السلطان عبد المجيد الأول، وخالتها بيوسته خانم، وابنة عمها فاطمة بسند خانم، وكلاهما زوجتا السلطان عبد الحميد الثاني، وقد تزوجت أختها نوربانو تزوجت من زيزاد محمد بورهان الدين، نجل السلطان عبد الحميد.
تلقت ليلى تعليما منزليا وكانت تتحدث الفرنسية والإنجليزية بطلاقة، ولديها ولع بالموسيقى.
في عام 1916 ، كانت مخطوبة للأمير حسين إيناليبا، وكان من المفترض أن يتم الزواج بعد ذلك بعامين في 23 يوليو 1918، إلا أن الزواج لم يتم، بسبب وفاة حسين قبل موعده بعشرين يوما.
في عام 1919 دخلت الخدمة في البلاط إلى جانب بعض أقاربها، وهنا غُيّر اسمها وفقا لعرف البلاط العثماني إلى غولفشان، وأصبحت الوصيفة الخامسة لنازيكيدا كادن، وظلت في خدمتها حتى نفيها وعائلة السلطان في عام 1924.
بعد تأسيس الجمهورية التركية، انتقلت إلى بيت خالتها في سيواس، وتوفيت بالسل في 6 نوفمبر 1931. ودفنت في يوكاري تيكه.

## مذكراتها
كتبت قبل وفاتها بفترة وجيزة مذكرات تناولت فيها تفاصيل عن حياة البلاط في مقر السلطان. كانت الأميرة أشبا أول سيدة محكمة عثمانية كتبت مذكرات، وتقدم هذه المذكرات معلومات عن المعاملة القاسية التي تلقتها عائلتها في ظل الجمهورية الوليدة.